# Félix Timmermans
Pour les articles homonymes, voir Timmermans.
Œuvres principales
- Pallieter (1916)
- Het kindeken Jezus in Vlaanderen (1917)
- Boerenpsalm (1935)

Félix Timmermans, né le 5 juillet 1886 à Lierre et mort dans cette même ville le 24 janvier 1947, est un peintre et écrivain belge d'expression néerlandaise.
Il est l'un des écrivains de langue néerlandaise les plus lus. Ses écrits et pièces sont d'inspiration chrétienne. Il connut le succès grâce au roman Pallieter traduit en quarante langues, et qui fut adapté au cinéma en 1976.

## Biographie

### Enfance
Timmermans est le treizième enfant d'une fratrie comprenant quatorze enfants. Son père Joannes Gummarus est marchand de dentelle itinérant. Félix éprouve des difficultés en orthographie et en syntaxe. Il quitte l'école à 15 ans et décide de suivre des cours du soir dans une école de dessin.

### Premières œuvres
Âgé de dix-sept ans, Félix Timmermans commence à écrire des poèmes régulièrement. Ils sont publiés dans Lier Vooruit et dans Dietsche Warande en Belfort en 1906, puis regroupés et publiés sous le titre Door de Dagen en 1907. Stimulé par la lecture de Stijn Streuvels, il écrit des œuvres naturalistes. 
En 1910, il acquiert la notoriété grâce à Schemeringen van de dood, un recueil de nouvelles mélancoliques créé sous l'influence de son ami peintre Raymond de la Haye et de son camarade Flor Van Reeth (nl), l'illustrateur et le dédicataire du livre.

### Pallieter
À la suite d'une fracture, Félix Timmermans est hospitalisé. Il craint de perdre la vie à cause de complications inattendues.[Quand ?]
Juste avant la Première guerre mondiale, il écrit Pallieter, son œuvre la plus connue. Publiée en 1916, elle est traduite et éditée en Allemagne en 1921.

### Amitié avec Anton Pieck
L'atmosphère flamande et les scènes breugeliennes de Pallieter suscitent l'enthousiasme du peintre néerlandais Anton Pieck : il voudrait commencer un carton avec des dessins inspirés par le roman, mais il n'a encore jamais visité la Flandre. C'est alors que Cox[Qui ?], un marchand d'art haguois, contacte Pieck, demeurant aussi à La Haye : Timmermans est en visite chez lui et a besoin d'aide pour l'impression d'une eau-forte. La solide et longue amitié entre Timmermans et Pieck est née.
À l'initiative de Timmermans, l'éditeur Van Kampen demande à Pieck d'illustrer la dixième édition de Pallieter. Timmermans lui fait découvrir les réalités flamandes dans sa correspondance en ajoutant des croquis de costumes traditionnels, de charrettes, de façades de maison ou d"une chapelle avec une statue de la Madone. Les croquis sont souvent des réponses aux questions de Pieck, mais les illustrations de ce dernier diffèrent trop des esquisses de Timmermans pour y voir une influence. La dixième édition paraît en 1921.
Le 8 novembre 1997 a lieu à Lierre la première mondiale de la comédie musicale Pallieter écrite par Willy Van Couwenberghe. En 1998, cette comédie musicale reçoit le prix culturel de la ville de Lierre de la part de la ministre Marleen Vanderpoorten.[pertinence contestée]

### Entre-deux-guerres et Seconde Guerre mondiale
Félix Timmermans est un activiste. Après la guerre, il s'exile aux Pays-Bas afin d'éviter une condamnation. Il rentre cependant en Belgique sans encombre au début de 1920. En 1922, il reçoit le prix triennal d'État de prose narrative. 
En 1936, son cinquantième anniversaire est célébré en Flandre, aux Pays-Bas et en Allemagne.
Durant les premières années de la Seconde Guerre mondiale, Timmermans écrit dans Volk, une revue nationaliste flamand. En 1942, il reçoit le prix Rembrandt (en néerlandais : Rembrandtprijs) à l'université de Hambourg. En tant que nationaliste flamand et écrivain célèbre en Allemagne, il est une figure volontiers estimée parmi les officiers allemands pendant l'occupation. Après la libération de Lierre le 4 septembre 1944, il est accusé de collaboration culturelle et placé en résidence forcée. L'acte d'accusation est abandonné le 22 décembre 1946.
Les réactions du monde littéraire sont diverses. La voix de Toussaint van Boelaere semble la plus forte. Le critique, qui est initialement un admirateur de Timmermans, le rejette en raison du soupçon de collaboration culturelle.

### Mort
Le 6 août 1944, Timmermans est frappé par la thrombose d'une artère coronaire (crise cardiaque). Il meurt à Lierre le 24 janvier 1947. Le service funèbre a lieu à l'église Saint-Gommaire où il a été baptisé. Il est enterré au cimetière lierrois de Kloosterheide. Parmi les personnalités présentes aux funérailles, les journaux citent notamment Lode Baekelmans (nl), Gerard Walschap, Maurice Gilliams, Antoon Thiry (nl), Lode Monteyne (nl) et Willem Elsschot. Stijn Streuvels, cité comme un « ami intime » de Timmermans, est retenu chez lui par un mauvais rhume.

## Monuments commémoratifs
En 1997, lors de la commémoration du 50e anniversaire de la mort de Félix Timmermans, un buste en bronze réalisé par la sculptrice Anne-Marie Volders (nl) est dévoilé à Lierre.

## Famille
Le 12 octobre 1912, il épouse Marieke Janssens. Ils ont trois filles – Lia (1920), Clara (1922) et Tonet (1926) – et un garçon – Gommaar (1930). Ceux-ci s'illustrent aussi dans les arts : Lia est écrivain, Tonet (Antoinette) et Gommaar, dit GoT, sont dessinateurs.

## Œuvres

### Œuvres en langue originale
- 1907 - Door de dagen
- 1910 - Schemeringen van de dood
- 1916 - Pallieter
- 1917 - Het kindeken Jezus in Vlaanderen
- 1918 - De zeer schone uren van Juffrouw Symforosa, begijntjen
- 1921 - Karel en Elegast
- 1922 - Vrome Dagen, Anvers, Éditions Lumière 1922, avec six gravures de Timmermans[10]
- 1923 - De pastoor uit den bloeyenden wijngaerdt, 1923, illustré par Henri Van Straten[11]
- 1923 - Driekoningentriptiek
- 1924 - En waar de ster bleef stille staan
- 1925 - Schone lier
- 1928 - Pieter Breughel, zoo heb ik u uit uwe werken geroken
- 1932 - De harp van Sint Franciscus
- 1935 - Boerenpsalm
- 1943 - Minneke poes
- 1946 - Anne-Marie
- 1948 - Adriaan Brouwer

### Traductions françaises
- L'Enfant Jésus en Flandre, traduction de Neel Doff, Éditions Rieder, 1925
- Triptyque de Noël (traduit par Camille Melloy), éditions Rex, 1931
- La Harpe de saint François (traduit par Camille Melloy), Bloud et Gay, 1933
- Psaumes paysans, illustré par Nicolas Eekman, Art et Sélection, Paris, 1947
- Adagio, Renaissance du livre, 1973
- Pallieter, Complexe, 1975, traduction de Bob Claessens ; première édition : Rieder, 1923
- Un bateau du ciel, Les 400 coups, 1998

L'écrivain Roger Kervyn de Marcke ten Driessche est aussi l'un de ses traducteurs vers la langue française.

### Tableaux
- La Prière, bois gravé.

### Filmographie
- 1976 : Pallieter de Roland Verhavert, d'après le roman de Félix Timmermans.

### Iconographie
- Isidore Opsomer, Portrait de Félix Timmermans, 1924 lire en ligne sur Gallica